# Би Ти Ви Стори
bTV Story (произнася се Би-Ти-Ви Стори) е български телевизионен канал, насочен към семейната аудитория. Kаналът е част от bTV Media Group, собственост на американския медиен конгломерат CME (Central European Media Enterprises). Стартира излъчване на 28 януари 2012 г. като bTV Lady (Би-Ти-Ви Лейди), с насоченост към дамската аудитория.
Излъчват се предавания като „Шоуто на доктор Оз“, „Шоуто на Нейт Бъркърс“ и „Шоуто на Виктория Сикрет“. Част от програмната схема на канала са риалити и токшоу програми, турски, индийски, южнокорейски и латиноамерикански теленовели, програми за здраве, красота, грижа за дома, семейството и градината, американски сериали и романтични филми. От март 2012 г. се подновява и предаването Часът на мама, което допреди години се е излъчвало по bTV. Каналът излъчва и повторения на някои предавания на bTV – Кухнята на Звездев, Преди обед, Модерно, Глобусът, Духът на здравето, а от септември 2012 г. и на българския сериал Къде е Маги?.
През март 2012 г. телевизията излъчва наградите „Грами“ и Американски музикални награди. От 2013 г. излъчва и конкурсът „Мис Вселена“.
От 7 октомври 2012 г. преминава в излъчване с формат на картината 16:9 SD. От 1 януари 2016 г. bTV Story се излъчва в платената онлайн платформата на bTV Media Group – VOYO, в HD качество, и от 6 юли 2018 г. – по кабелните мрежи в HD качество.
От 1 октомври 2013 г. до 27 май 2014 г. каналът излъчва и ефирно на MUX 2, като програмата му е с 1 час назад.
През ноември 2023 г. е обявено, че bTV Lady предстои да промени името си на bTV Story, а официалният ребранд става реалност на 11 декември същата година.

## Логотипи
- Лого на bTV Lady между 2012 и 2016
- Лого на bTV Lady между 2016 и 2023
- Лого на bTV Story от 2023